# Ferdinando Colaninno
Ferdinando Colaninno (Nápoles, 24 de enero de 1967) es un deportista italiano que compitió en vela en la clase Star.
Ganó dos medallas en el Campeonato Europeo de Star, oro en 2021 y bronce en 2001.

## Palmarés internacional
| \| Campeonato Europeo \| Campeonato Europeo \| Campeonato Europeo \| Campeonato Europeo \| \| Año \| Lugar \| Medalla \| Clase \| \| ------------------ \| --------------------- \| ------------------ \| ------------------ \| \| 2001 \| Skødstrup (Dinamarca) \| Medalla de bronce \| Star \| \| 2021 \| Split (Croacia) \| Medalla de oro \| Star \| |                       |                   |       |
| Campeonato Europeo |                       |                   |       |
| Año | Lugar                 | Medalla           | Clase |
| 2001 | Skødstrup (Dinamarca) | Medalla de bronce | Star  |
| 2021 | Split (Croacia)       | Medalla de oro    | Star  |